# Clopamide
Clopamide (tên thương mại Brinaldix) là thuốc lợi tiểu piperidine.

## Cơ chế hoạt động
Clopamide được phân loại là thuốc lợi tiểu giống thiazide và hoạt động theo cách tương tự như thuốc lợi tiểu thiazide. Nó hoạt động ở thận, ở ống lượn xa (PCT) của nephron, nơi nó ức chế các chất điều hòa natri-chloride. Clopamide liên kết có chọn lọc tại vị trí gắn chloride của bộ điều phối natri-chloride trong các tế bào PCT ở phía bên trong (bên trong) và do đó cản trở sự tái hấp thu natri chloride, gây ra sự bài tiết thẩm thấu của nước cùng với natri chloride.